# مینا، لبنان
مینا (به عربی: مينا) یک منطقهٔ مسکونی در لبنان است که در استان شمالی لبنان واقع شده‌است.
 مینا  ۱۵۰٬۰۰۰ نفر جمعیت دارد.